# 巴尔加夫·巴特

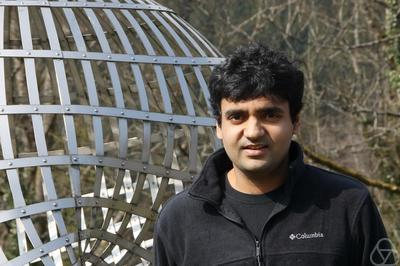
摄于2015年

巴尔加夫·巴特（英語：Bhargav Bhatt，1983年—），美国数学家，密歇根大学教授，主要从事算术几何与交换代数等领域的研究。

## 生平
巴特本科时以最优等成绩（summa cum laude）毕业于哥伦比亚大学应用数学系，曾师从张寿武。后赴普林斯顿大学深造，2010年获博士学位，其博士导师为Aise Johan de Jong。他于2010年起在密歇根大学从事博士后研究。2012年加入普林斯顿高等研究院。2014年回到密歇根大学任副教授。2018年晋升为正教授。2020年起任Frederick W.与Lois B. Gehring教授。
巴特于2021年获数学新视野奖与克雷研究奖。同年，当选美国数学学会会士。